# Friends (film, 1974)
Pour les articles homonymes, voir Friends (homonymie).
Pour plus de détails, voir Fiche technique et Distribution.
Friends (Peng you) est un film hong-kongais réalisé par Chang Cheh, sorti en 1974.

## Synopsis
Un jeune homme se bat contre des kidnappeurs et des marchands d'esclaves, blancs, ainsi que contre l'arrogance et le snobisme de son père fortuné.

## Fiche technique
- Titre original : Peng you / Friends
- Réalisation : Chang Cheh
- Scénario : Ni Kuang, Chang Cheh
- Musique : Chen Yung Yu
- Direction des combats : Tang Chia, Liu Chia-liang
- Pays d'origine : Hong Kong
- Studio de production : Shaw Brothers
- Format : Couleurs - 2,35:1 - Mono - 35 mm
- Genre : Drame, kung-fu
- Durée : 104 minutes
- Date de sortie : 29 juin 1974 (Hong Kong)

## Distribution
- David Chiang
- Alexander Fu Sheng
- Lily Li
- Wai Wang
- Wong Kwong-Yue
- Fung King-Man
- Tino Wong
- Chow Yun-Kin
- Sunny Yuen
- Yen Shi-Kwan
- Wong Ha